# Cordylanthus parviflorus
Cordylanthus parviflorus là loài thực vật có hoa thuộc họ Cỏ chổi. Loài này được (Ferris) Wiggins mô tả khoa học đầu tiên năm 1933.

## Hình ảnh

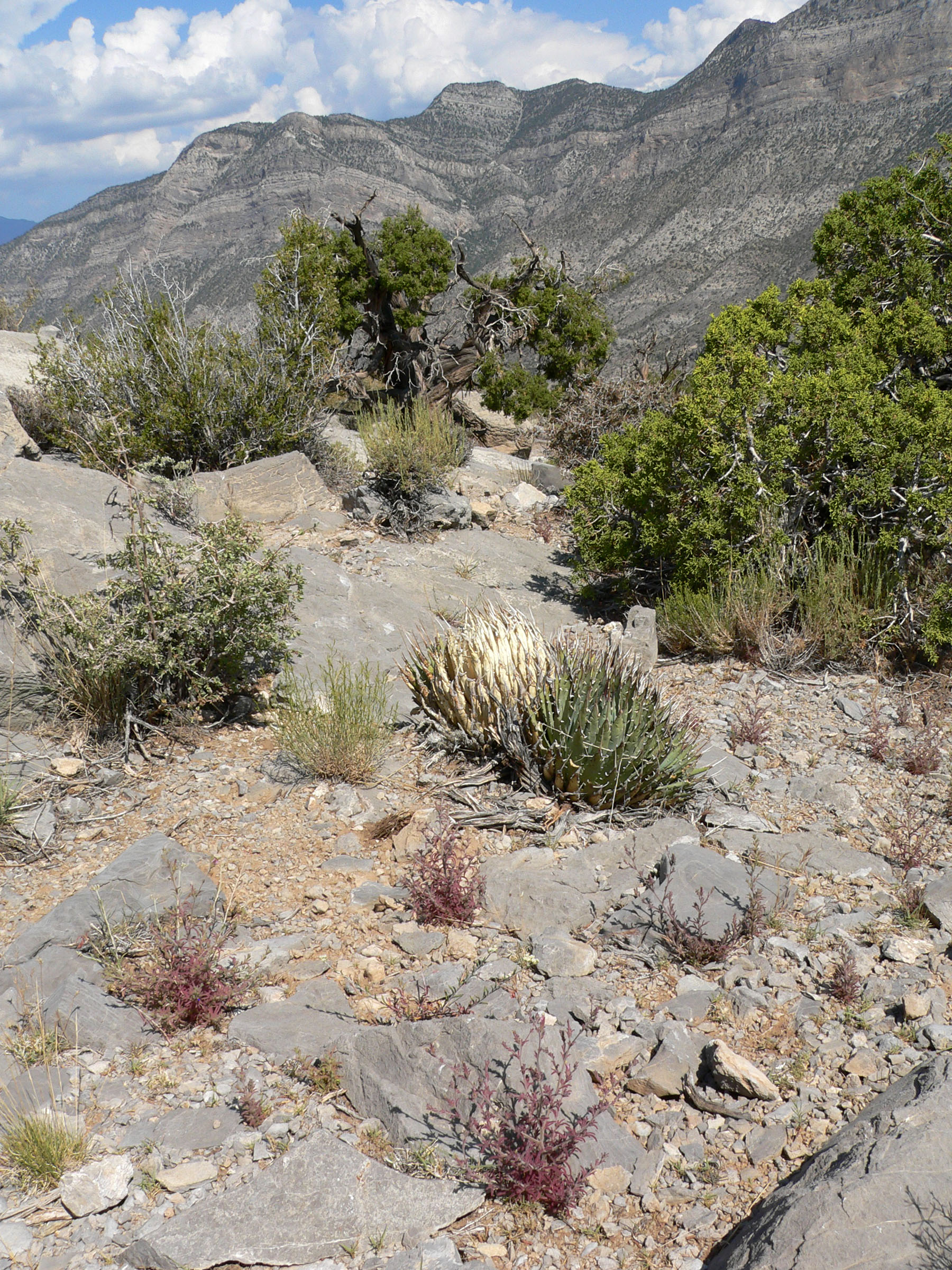
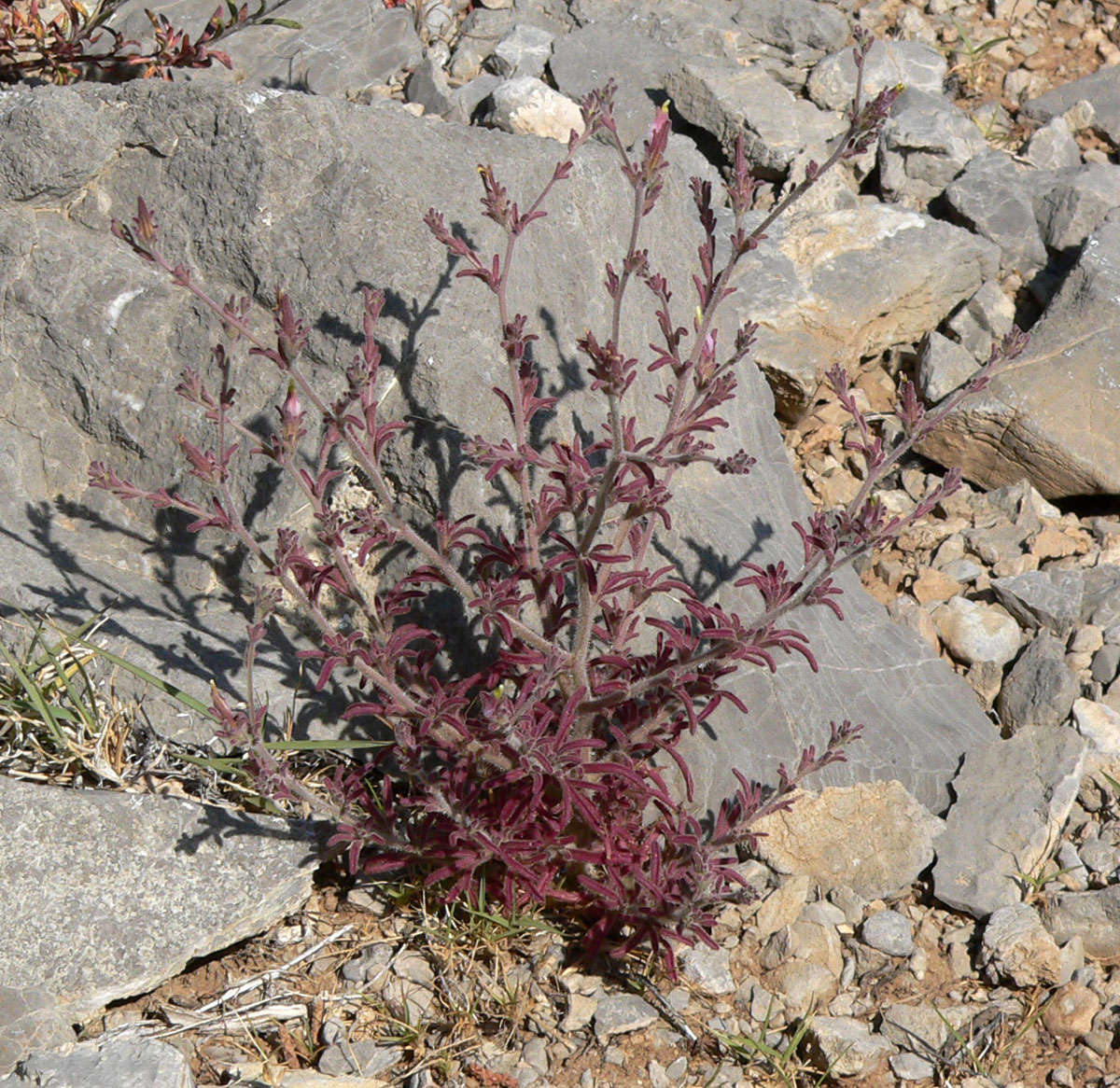
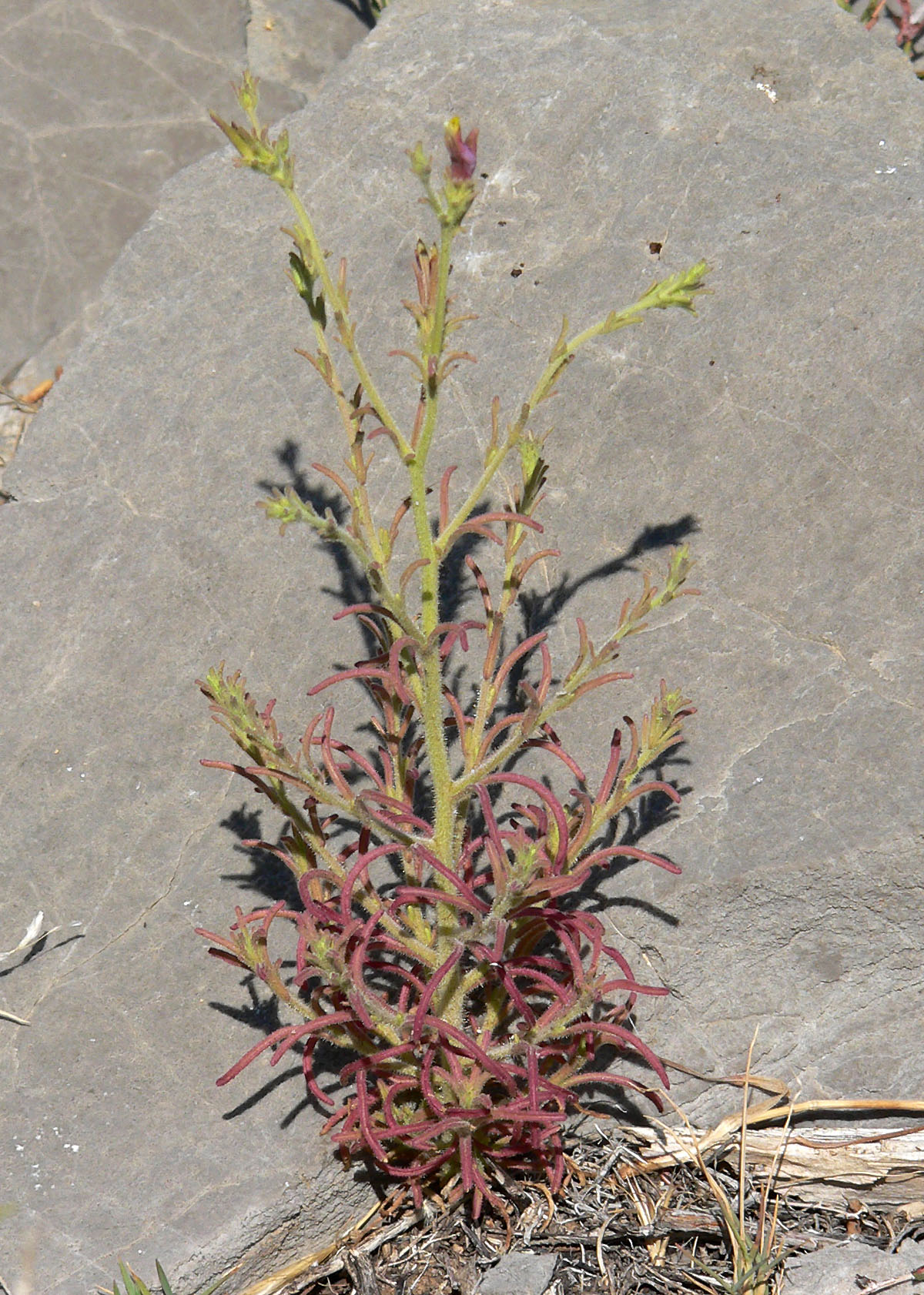
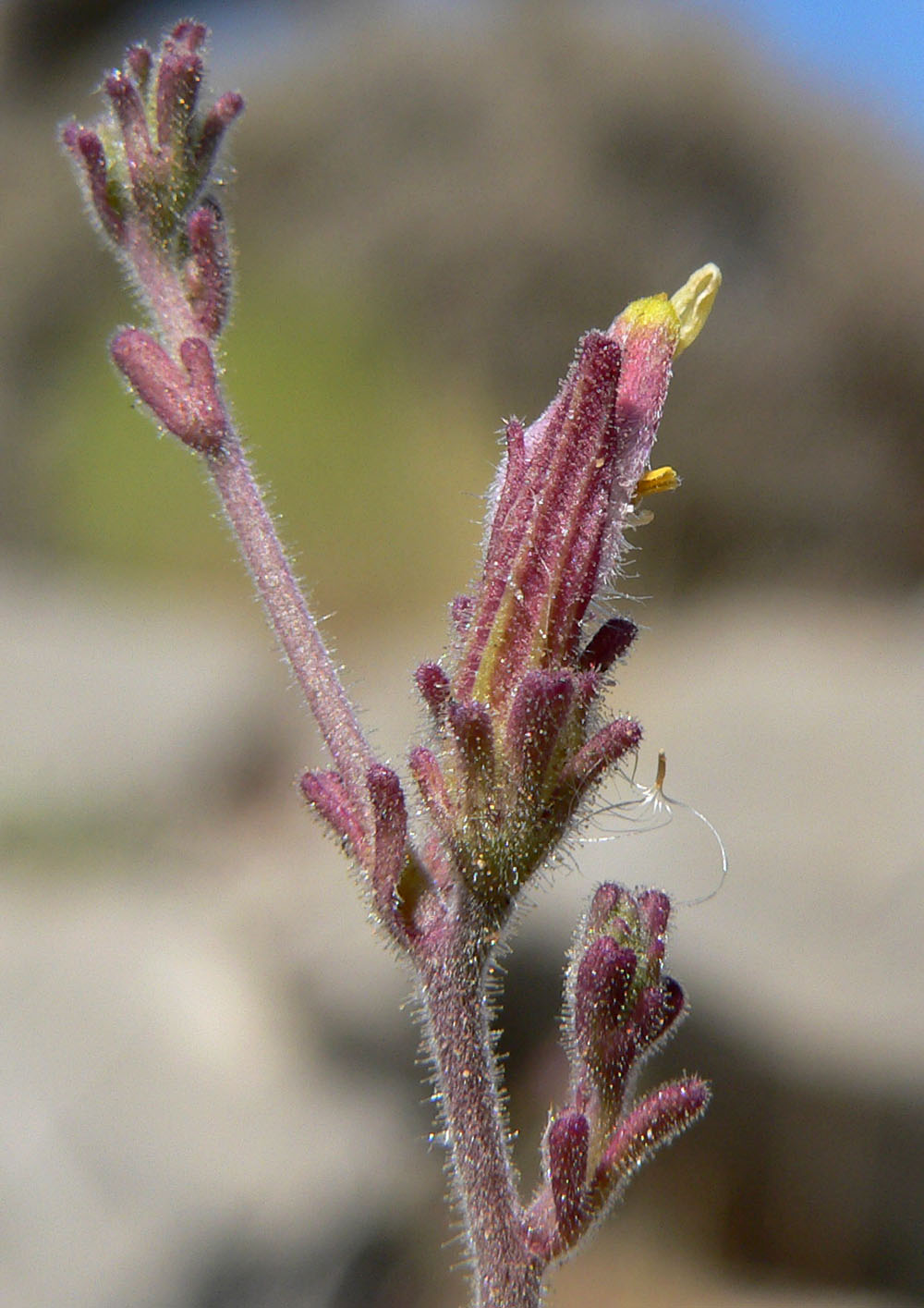